# Паровозний Музей (платформа)
Паровозний Музей — зупинна платформа Вітебського напрямку Жовтневої залізниці в Пушкінському районі Санкт-Петербурга.

## Опис
Для посадки і висадки є 2 берегові прямі платформи.
На платформі діють квиткові каси, що працюють у цілодобовому режимі.
Південніше платформи розташована колія примикання, що прямує з транзитного і вантажного парку прилеглої сортувальної станції Шушари.
На честь паровозного музею в 2017 році був названий прокладений поруч автомобільний проїзд у Шушарах — Паровозна дорога.

## Історія
Відкрита в 1960-х роках для працівників прилеглої сортувальної станції Жовтневої залізниці. Раніше мала назву «16 км». Сучасну назву зупинний пункт отримав в 1991 році по розташованому в 1991—2001 роках в безпосередній близькості Музею залізничної техніки імені В. В. Чубарова. Після перенесення експозиції на Варшавський вокзал тут розташовується база запасу локомотивів музею.